# Hans Makos
Hans Makos, eigentlich Johann Makos, (* 5. August 1954 in Weichselbaum, Österreich) ist ein österreichischer Musiker, Musiklehrer und Komponist. Makos ist Gründer und Leiter der Blaskapelle Makos.

## Leben
Makos ist väterlicherseits ungarischer Abstammung. Durch einen Schulfreund kam er zur Blasmusik. Dieser überredete ihn, die Probe der örtlichen Blaskapelle zu besuchen. Danach beschloss Makos, die Es-Trompete zu erlernen, die als Begleitinstrument diente. Das Spielen lernte er 1968 vom Kapellmeister Julius Tonweber in Mogersdorf. Nach zwei Monaten wurde er bei Ausrückungen der Kapelle Tonweber eingesetzt. Es war damals üblich, dass nach einer sehr kurzen Übungszeit am Instrument in einer Kapelle als Musikant eingesetzt zu werden. Nach Absolvierung der achtjährigen Volksschule besuchte Hans Makos den Polytechnischen Lehrgang in Jennersdorf. Danach war er eineinhalb Jahre am elterlichen Hof behilflich, da er den Vater, der aus beruflichen Gründen nicht anwesend sein konnte, ersetzen musste. Danach erlernte er den Beruf des Turmdrehkranführers. Vom 17. bis zum 19. Lebensjahr arbeitet er  als Kranführer in der Bauwirtschaft. In dieser Zeit machte Makos zum ersten Mal Bekanntschaft mit dem Flügelhorn.
1974 wurde Makos zur Grundausbildung des Bundesheeres herangezogen, das er in Güssing (Burgenland) ableistete. In dieser Zeit zog sich Makos einen Sportunfall zu. Er schätzte sich selbst als nur durchschnittlichen Trompeter ein und fürchtete um die Versetzung zur Militärmusik. Aus diesem Grund wandte er sich an den Militärpfarrer Monsignore Julius Wallner, der zufällig anwesend war. Dieser setzte sich für ihn beim Militärkommando ein und bewirkte seine Versetzung zur Militärmusik nach Eisenstadt.
Im April 1974 wirkte Makos unter der Leitung von Militärkapellmeister Johann Schadenbauer das erste Mal bei der Militärmusik Burgenland mit. Makos wollte ursprünglich auf der B-Trompete bei der Militärmusik beginnen und spielte daher auch bei der Aufnahmeprüfung auf dieser vor.
Johann Schadenbauer empfand das Niveau noch nicht als ausreichend und legte Makos nahe, auf der Bass-Trompete zu musizieren. Dieses Instrument sagte ihm  nicht zu und er beschloss Trompete zu lernen. Von der Militärmusik bekam er  keine Unterstützung, so war Makos mit dem Üben des Instruments auf sich allein gestellt. Im Oktober 1974 bestand er die Aufnahmeprüfung an der Musikhochschule Wien und begann das Studium als außerordentlicher Student bei Josef Weiß. Durch das Abrüsten des ersten Trompeters bei der Militärmusik im Frühjahr 1975 wurde dessen Stelle frei. Kapellmeister Schadenbauer fragt daher seine Musiker, wer am besten für die Nachbesetzung geeignet wäre. Von den Fortschritten Makos angetan, stimmten die Musiker für ihn, und so spielte Makos von 1975 an bis zum Abrüsten im November 1985 die erste Trompete bei der Militärmusik Burgenland. Sein Studium in Wien unterbrach er nach zweieinhalb Jahren, da er einige Militärkurse belegen musste. So kam es, dass Makos sein Studium am Eisenstädter Joseph-Haydn-Konservatorium fortsetzte. Dort absolvierte er auch den Kapellmeisterkurs und eignete sich auch Kenntnisse in der Harmonielehre an. Zusätzlich übernahm er 1976 das Amt als Kapellmeister des Musikverein Mogersdorf.
Makos gründete  während der Militärzeit Tanzmusikensembles und hatte, vor allem mit den Alpenlandmusikanten, die aus Mitgliedern der Militärmusik Burgenland bestanden, Erfolg. Bei diesen wurde hauptsächlich in Oberkrainerbesetzung (Bariton, Klarinette, Trompete, Akkordeon, Gitarre) gespielt. Unter anderem lernte Makos zu dieser Zeit den Musikmeister der Gardemusik Wien Josef Höller kennen. Als Kapellmeister der Musikkapelle Aspang engagierte er Hans Makos gelegentlich zur Verstärkung des Trompetenregisters für Konzerte und Wertungsspiele. Das erste Mal wurde Hans Makos bei einem Musikertreffen in St. Lorenzen (Steiermark) in der Musikkapelle Aspang eingesetzt.
1985 rüstete Hans Makos in Eisenstadt von der Militärmusik Burgenland ab, wurde Gemeindebediensteter in Aspang und unterrichtete nebenberuflich in der Musikschule Aspang. Da die Zahl seiner Musikschüler immer mehr anwuchs, gab er seinen Posten als Gemeindebediensteter auf und konzentrierte sich auf seine Tätigkeit als Musikschullehrer. Er unterrichtete vorrangig Trompeter, aber auch tiefes Blech, wie Tenorhorn und Tuba.
Makos ist seit 1980 mit  Renate verheiratet und hat zwei Töchter, Sandra (1984) und Verena (1990).

## Werke (Auszug)
Hans Makos beschäftigt sich seit 1974 mit dem Komponieren. Seine Fähigkeiten als Komponist eignete er sich autodidaktisch an. 
- Aspanger Bürgermarsch
- Auf der Winkelmoosalm, Polka
- Burgenlandreise, für 3 Trompeten und Blasorchester
- Gruß an Hussenhofen, Marsch
- Gruß an Südburgenland, Marsch
- Gruß aus Mogersdorf, Marsch
- Guten Abend, Walzer
- Hans Auerböck Marsch
- Mit Musik gehn`n wir auf Reisen
- Musik aus unserer Heimat
- Musikantenfrauen, Polka
- Musikantentröpferl, Polka
- Solisten-Reise
- Sommerfest, Polka
- Verena, Walzer
- Weichselbaumer-Polka
- Zuckerbäcker-Marsch